# Indywidualne mistrzostwa świata 190 cm³ w miniżużlu
Indywidualne mistrzostwa świata 190 cm³ w miniżużlu, Speedway Grand Prix 4 (ang. SGP4 World Championship) – międzynarodowe rozgrywki miniżużlowe dla zawodników od 11. do 13. roku życia w kategorii pojemnościowej 190 cm³. Rozgrywane są od 2023 roku, a od 2025 roku mają status mistrzostw świata.

## Medaliści
| Rok                                            | Miejsce | Złoto        | Srebro        | Brąz         | Źr.   |
| ---------------------------------------------- | ------- | ------------ | ------------- | ------------ | ----- |
| Indywidualny Puchar Świata – Grand Prix 4      |         |              |               |              |       |
| 2023                                           | Målilla | Elias Jamil  | Cooper Antone | Niklas Bager | [ 1 ] |
| 2024                                           | Målilla | Brady Landon | Cooper Antone | Niklas Bager | [ 2 ] |
| Indywidualne mistrzostwa świata – Grand Prix 4 |         |              |               |              |       |
| 2025                                           | Vojens  |              |               |              |       |